# Potigny
Potigny er en kommune i departementet Calvados i regionen Basse-Normandie i det nordvestlige Frankrig.
Indbyggerne i Potigny kaldes Potignais og Potignaises.

## Geografi
Byen Potigny ligger ca. 23 km syd for Caen og 9 km nord for Falaise.

## Histoire
Navnet Potigny kommer af Potiniacum (bolig for Potinus).
Før den Franske revolution var den gamle herregård i Potigny sæde for en domstol.
Mellem 1790 og 1802 var byen Potigny hovedsæde for en kanton, inden den igen blev underlagt kantonet i Falaise.
I 1907 blev La Société des Mines de Soumont stiftet. Denne jernmine ændrede den lille by til en mindre verdensby. I 1920'erne betød tilstrømningen af indvandrere, der ville arbejde i minen at der blev vendt op og ned på lokalområdet. Der var ikke mindre en 18 nationaliteter repræsenteret i befolkningen. "La petite Varsovie" var tilnavnet som dette lille samfund fik, på grund af det store antal polakker, der bosatte sig.
Fra 1908 blev der bygget en- og flerfamilieshuse i røde mursten til arbejderne.
I slutningen af 1940'erne byggede det polske samfund sin egen kirke "Notre Dame de Czestochowa". Messen blev her celebreret af en polsk præst. I slutningen af 1950'erne indviede minearbejderne et kapel til deres skytshelgen sankt Barbera.
Lukningen af minerne i Soumont i august 1989 vendte igen op og ned på livet i Potigny.

### Venskabsbyer
- Jutrosin, Polen, siden 1993
- Banwell, Storbritannien, siden 1999

## Seværdigheder og monumenter
- L'église Notre-Dame (13. århundrede).
- Den gamle pigeskole (rue Général Leclerc). Den første store bygning i byen, bygget før 1. Verdenskrig.
- Musikskolen (rue Général Leclerc), den gamle drengeskole. Bygget efter samme model som pigeskolen
- Vandtårnet (rue des Tulipes et rue de La Mine)
- De gamle administrationsbygninger fra minen (rue de la Mine).